# Tadeusz Kopacki
Tadeusz Kopacki (ur. 30 marca 1930 w Tarnopolu) – polski tenor, wieloletni solista Teatru Wielkiego w Łodzi.

## Życiorys
Studiował w klasie Grzegorza Orłowa w Państwowej Wyższej Szkole Muzycznej w Łodzi (1958). Od 1954 był pierwszym tenorem w Teatrze Wielkim w Łodzi. W 1960 uzyskał stypendium rządu włoskiego, dzięki któremu kontynuował studia w La Scali w Mediolanie (1961–1962). W latach 1974–2002 pracował jako pracownik naukowo-dydaktyczny Akademii Muzycznej w Łodzi i m.in. prowadził klasę śpiewu solowego. W 1981 został docentem uczelni, a w późniejszym okresie także profesorem. Czterokrotnie pełnił funkcję dziekana i prodziekana Wydziału Wokalno-Aktorskiego. Był członkiem związku zawodowego Pracowników Kultury i Sztuki (1964–1969).
Odbywał liczne występy w krajach europejskich, m.in. w: NRD, RFN, Austrii, Szwajcarii, Jugosławii, Finlandii, Holandii, Grecji, ZSRR. Śpiewał 46 partii pierwszoplanowych w operach w tym m.in.: Pucciniego, Verdiego, Donizettiego, Gounoda, Czajkowskiego, a także w repertuarze oratoryjnym, w tym m.in.: Requiem Verdiego i Mozarta i IX Symfonii Ludwiga van Beethovena. Występował jako m.in.: Jontek („Halka”), Stefan („Straszny dwór”), Kazimierz („Hrabina”), Manru („Manru”).

### Życie prywatne
Od 1971 był mężem śpiewaczki – Delfiny Ambroziak.
Mieszka w Grotnikach.

## Odznaczenia
- Krzyż Kawalerski Orderu Odrodzenia Polski,
- Krzyż Oficerski Orderu Odrodzenia Polski,
- Złoty Krzyż Zasługi,
- Odznaka „Zasłużony Działacz Kultury”[1],
- Honorowa Odznaka Miasta Łodzi[1].